# Cikote (Bośnia i Hercegowina)
Cikote (cyr. Цикоте) – wieś w Bośni i Hercegowinie, w Republice Serbskiej, w mieście Prijedor. W 2013 roku liczyła 206 mieszkańców.